# Димко Кочински
Димко Косте Кочински (на македонска литературна норма: Димко Косте Кочински) е югославски партизанин, офицер, генерал-лейтенант от Социалистическа федеративна република Югославия.

## Биография
Роден е на 3 май 1926 г. в Битоля. През 1937 г. завършва четирикласно основно образование, а през 1943 г. и гимназия. Участва в комунистическата съпротива във Вардарска Македония от май 1943 г. Бил е политически делегат, политически комисар на чета, помощник-политкомисар на батальон и командир на батальон. През 1945 г. влиза в югославската народна армия (ЮНА) с чин подпоручик. Завършва Артилерийско офицерско училище през 1950 г. От 1945 до 1947 г. е командир на батарея. Между 1947 и 1950 г. е командир на дивизион. В периода 1950 – 1953 г. е преподавател във Военната академия на ЮНА. От 1953 до 1954 г. е помощник-военен представител в Гърция. Между 1954 и 1957 г. е преподавател в пехотен школски център на ЮНА. В периода 1957 – 1961 г. е началник-щаб в 955-и обучителен център на първа югославска армия. От 1961 до 1964 г. е командир на дивизион, а след това до 1966 г. на смесен артилерийски полк. През 1966 г. завършва Висшата военна академия на ЮНА. В периода 1966 – 1969 г. е началник на артилерията на дивизия. Между 1969 и 1972 г. е началник на артилерията на трета югославска армия. В периода 1972 – 1979 г. е инспектор в Генералната инспекция на отбраната (ГИНО). От 1979 до 1985 г. е висш инспектор в ГИНО. Умира през 2015 г. в Белград.

## Военни звания
- Подпоручик (1945)
- Поручик (1946)
- Капитан (1948)
- Капитан 1 клас (1948)
- Майор (1952)
- Подполковник (1958)
- Полковник (1963)
- Генерал-майор (1974)
- Генерал-лейтенант (1982)

## Награди
- Партизански възпоменателен медал, 1941 година
- Орден за храброст, 1945 година;
- Орден Партизанска звезда с пушки, 1946, 1947 година
- Орден за военни заслуги със сребърни мечове, 1952 година;
- Орден на Народната армия със сребърна звезда, 1957 година;
- Орден за военни заслуги със златни мечове, 1961 година;
- Орден на братството и единството със сребърен венец, 1961 година;
- Орден на Народната армия със златна звезда, 1970 година;
- Орден за военни заслуги с голяма звезда, 1978 година;[3]
- Орден на Югославското знаме със златен венец, 1984 година